# Robustagramma nigrivittatum
Robustagramma nigrivittatum är en tvåvingeart som beskrevs av Marshall och Xiaolong Cui 2005. Robustagramma nigrivittatum ingår i släktet Robustagramma och familjen hoppflugor.
Artens utbredningsområde är Ecuador. Inga underarter finns listade i Catalogue of Life.